# K–496 Boriszoglebszk
A K–496 Boriszoglebszk a Szovjet, majd az Orosz Haditengerészet 667BDR tervszámú (más jelzéssel Kalmar osztály, NATO-kódja: Delta–III osztály) nukleáris meghajtású ballisztikusrakéta-hordozó tengeralattjárója volt. 1977-ben bocsátották vízre. 2007-ben vonták ki a szolgálatból, majd 2009-ben elkezdték a leszerelését és szétbontását.

## Története
Építését 1975 novemberében kezdték Szeverodvinszkben, a Szevmas hajógyárban. Ez volt a Kalmar-osztály nyolcadik egysége, gyári sorozatszáma 392. 1977. augusztus 23-án bocsátották vízre, majd november 11-én vonták fel a hajóra a Szovjet Haditengerészet lobogóját. K–496 hadrendi jelzéssel 1978. február 17-én a szovjet Északi Flotta állományába helyezték, ahol a 13. tengeralattjáró hadosztály 3. flotillájába osztották be. Honi kikötője az Olenyja falu közelében található hadikikötő volt.
A hajó az északi vizeken teljesített 90 napos őrjáratozásokat. 1985–1986-ban időközi javításon esett át Szeverodvinszkben. Ekkor cseréltek először üzemanyagot a hajó reaktoraiban. A javítás után a 31. tengeralattjáró-hadosztályba tért vissza, honi kikötője pedig Jagelnyaja lett. A következő időközi javítást 1991–1993 között ismét nagyjavításon tartózkodott a hajó. Az ismételt üzembe állításakor az egység előző személyzetét a K–129 Orenburg személyzete váltotta fel.
1978–2005 között a hajó 22 bevetést teljesített és 31 gyakorló rakétaindítást hajtott végre. Szolgálati ideje alatt két alkalommal, 1983-ban és 1986-ban járt az Északi-sarkon.
2004-re az Északi Flottának már csak két Kalmar-osztályú egysége maradt, ezek egyike a Boriszoglebszk volt, a másik pedig a K–44 Rjazany. Utóbbit később a Csendes-óceáni Flottához vezényelték át, míg a Boriszoglebszk 2008-ig maradt szolgálatban az Északi Flottánál. 2001-ben és 2005-ben R–29 ballisztikus rakétából átalakított Volna típusú űrhajózási hordozórakétákkal műholdakat állítottak pályára a fedélzetéről.
2008-ban utolsó bevetésén Szeverodvinszkbe hajózott. Hivatalosan 2009 augusztusában vonták ki a hadrendből. Augusztus 14-én tartották a hajó hivatalos búcsúztató ünnepségét. Nyikolaj Jelezov, a hajó utolsó parancsnoka 11 órakor levonta az orosz hadilobogót, melyet ezután a Zvjozdocska hajójavító üzem múzeumában helyeztek el. Ezt követően a Zvjozdocska üzemben megkezdődött a hajó leszerelése. Először eltávolították a fegyverzetet és az elektronikai berendezéseket. Decemberben Kanadai pénzügyi támogatásával elkezdték a nukleáris fűtőanyag eltávolítását a reaktorból, ezt a munkát 2010 márciusában fejezték be. Az Egyesült Államok finanszírozásával a hajótestet három részre vágják, majd később, amikor az orosz kormányzatnak rendelkezésre áll a pénzügyi fedezet, véglegesen szétbontják.